# Yoshinogawa
Yoshinogawa (吉野川市, Yoshinogawa-shi) est une ville située dans la préfecture de Tokushima, au Japon.

## Géographie

### Situation
Yoshinogawa est située dans le nord-est de l'île de Shikoku.

### Municipalités limitrophes
| Awa  | Awa         | Kamiita  |
| Mima | Yoshinogawa | Ishii    |
| Mima | Kamiyama    | Kamiyama |

### Démographie
En octobre 2023, la population de la ville de Yoshinogawa était de 38 359 habitants répartis sur une superficie de 144,14 km2.

### Hydrographie
Yoshinogawa est bordée par le fleuve Yoshino au nord.

### Climat
Yoshinogawa a un climat subtropical humide caractérisé par des étés chauds et des hivers frais avec peu ou pas de chutes de neige. La température moyenne annuelle est de 14,8 °C. La pluviométrie annuelle moyenne est de 2 137 mm, septembre étant le mois le plus humide.

## Histoire
Yoshinogawa a été fondée le 1er octobre 2004, par la fusion des villes de Kamojima, Kawashima, Misato et Yamakawa.

## Culture locale et patrimoine
Yoshinogawa abrite le Fuji-dera, un temple bouddhiste qui constitue la 11e étape du pèlerinage de Shikoku.

## Transports
Yoshinogawa est desservie par la ligne Tokushima de la JR Shikoku.